# كارول فيرير
كارول فيرير (بالإنجليزية: Carole Ferrier)‏ هي أكاديمية أسترالية، ولدت في 18 فبراير 1946.